# Nintendo Channel
O Nintendo Channel (Minna no Nintendo Channel, lit. "Everybody's Nintendo Channel" no Japão), permitia com que os usuários do Wii pudessem ver vídeos sob demanda, entrevistas, trailers de jogos e downloads de demonstração para ser jogado no Nintendo DS.
O canal além de prover informações dos jogos, permitia com que os usuários possam dar notas ao jogos que já foram jogados por mais de uma hora no console Wii, excluindo aqueles que possuem a categoria adulta (mature).

## Histórico
O Nintendo Channel foi lançado no Japão no dia 27 de novembro de 2007, na América do Norte estava previsto para o dia 12 de maio de 2008, porém ele foi adiantado para o dia 7 de maio de 2008, e na Europa e Austrália para o dia 30 de maio de 2008 e infelizmente foi descontinuado no dia 27 de junho de 2013 junto com Check Mii Out Channel, Everybody Votes Channel, Forecast Channel e News Channel.
A funcionalidade de pesquisa também estava disponível para auxiliar os usuários a buscarem por novos jogos para experimentar ou comprar. E o canal também tinha a funcionalidade de direcionar o usuário diretamente para o Wii Shop Channel, caso houvesse interesse em adquirir um jogo.

## Atualizações

### Regiões
As atualizações do canal diferenciavam-se de cada região, apresentando diferentes vídeos e jogos demonstrativos para download no Nintendo DS.

### Em14 de setembrode2009[3]
Na região do Japão, as atualizações foram feitas no dia 15 de Julho de 2009.
- Mudança de interface.
- Ver a recomendação de jogos feita por outros usuários.
- Possibilidade de recomendar jogos do Nintendo DS.
- Visualização de vídeos sob demanda em Alta ou em qualidade Normal.
- Criação e visualização de rankings estabelecidos por vezes e horas jogadas.
- Na página de detalhes de cada jogo, pode-se adicioná-lo aos favoritos, o que facilita encontrá-lo em visitas futuras.